# Locc 2 da Brain
Locc 2 da Brain, es una canción interpretada por el rapero Brotha Lynch Hung. Fue lanzada en el año 1994 en el séptimo sencillo de su álbum Season of da Siccness.
- Datos: Q5978222